# NGC 3147
NGC 3147 este o unbarred spiral galaxy⁠(d) situată în constelația Dragonul. A fost descoperită în 3 aprilie 1785 de către William Herschel. Se află la o distanță de 39,26 de megaparseci de Pământ.